# Кротти, Тино
Эрне́сто (Ти́но) Кро́тти (итал. Ernesto (Tino) Crotti, 18 июля 1936, Милан — 1990) — итальянский хоккеист, центральный нападающий. Участник зимних Олимпийских игр 1956 года.

## Биография
Тино Кротти родился 18 июля 1936 года в итальянском городе Милан.
Играл в хоккей с шайбой за миланские «Милан-Интер» (1951—1958) и «Дьяволи» (1958—1969). Четыре раза становился чемпионом Италии: трижды с «Миланом-Интером» (1954—1955, 1958), один раз с «Дьяволи» (1960).
В 1956 году вошёл в состав сборной Италии по хоккею с шайбой на зимних Олимпийских играх в Кортина-д’Ампеццо, занявшей 7-е место. Играл на позиции нападающего, провёл 6 матчей, забросил 4 шайбы (по одной в ворота сборных Канады, ФРГ, Австрии и Польши).
В 1959 году участвовал в чемпионате мира в Праге. Провёл 8 матчей, забросил 4 шайбы (по одной в ворота сборных Финляндии, ФРГ, Норвегии и ГДР).
Тройку нападения, в которой играли Кротти, Джампьеро Брандуарди и Джанкарло Агацци, называли «A-B-C» по первым буквам фамилий.
По окончании игровой карьеры стал тренером. Тренировал сборную Италии, в 1972 и 1973 годах возглавлял её на чемпионатах мира.
Умер в 1990 году.